# Okrąg opisany na wielokącie

Wpisany w okrąg wielokąt z zaznaczonymi symetralnymi.

Okrąg opisany na wielokącie – okrąg, na którym leżą wszystkie wierzchołki wielokąta.
Na wielokącie można opisać okrąg wtedy i tylko wtedy, gdy symetralne jego wszystkich boków przecinają się w jednym punkcie. Punkt ten jest wówczas środkiem okręgu opisanego. Wynika stąd, że na żadnym wielokącie niewypukłym nie da się opisać okręgu. Również nie na każdym wielokącie wypukłym można go opisać. Można to jednak zrobić dla każdego trójkąta, prostokąta oraz wielokąta foremnego.

## Okrąg opisany na trójkącie
Okrąg można opisać na każdym trójkącie. Promień okręgu opisanego {\displaystyle R} można obliczyć dwojako:
- jeśli boki tego trójkąta mają długości {\displaystyle a,\ b} i {\displaystyle c,} to:

{\displaystyle R={\frac {abc}{4P}},} gdzie {\displaystyle P} jest polem tego trójkąta;
- zgodnie z twierdzeniem sinusów[2]:

{\displaystyle 2R={\frac {a}{\sin \alpha }}={\frac {b}{\sin \beta }}={\frac {c}{\sin \gamma }}.}

### Przykład
Wystarczy znać długość boku i leżącego naprzeciwko niego kąta, np. mając dane {\displaystyle a} i {\displaystyle \alpha } obliczamy
{\displaystyle R={\frac {a}{2\sin \alpha }}.}
Promień okręgu opisanego na trójkącie prostokątnym jest równy {\displaystyle c/2.} Przeciwprostokątna {\displaystyle c} jest zarazem średnicą tego okręgu, a kąt prosty trójkąta – oparty na średnicy.
Z kolei w przypadku trójkąta równobocznego o boku {\displaystyle a} stosuje się wzór:
{\displaystyle R={\frac {a}{2\sin {\frac {\pi }{3}}}}={\frac {a{\sqrt {3}}}{3}}.}

## Okrąg opisany na czworokącie

Okrąg opisany na czworokącie

Czworokąty, na których można opisać okrąg – czyli można je wpisać w okrąg – bywają nazywane cyklicznymi.

### Twierdzenie
Okrąg można opisać na czworokącie wtedy i tylko wtedy, gdy sumy przeciwległych kątów są równe {\displaystyle \pi } radianów:
{\displaystyle \alpha +\beta =\gamma +\delta =\pi .}
Dowód
Kąty {\displaystyle \alpha } i {\displaystyle \alpha '} oraz {\displaystyle \beta } i {\displaystyle \beta '} są parami kątów opartych na tym samym łuku.
Na mocy twierdzenia o kącie wpisanym i kącie środkowym opartych na tym samym łuku otrzymujemy następujące zależności:
{\displaystyle \alpha '=2\alpha ,}
{\displaystyle \beta '=2\beta .}
Jednocześnie kąty {\displaystyle \alpha '} i {\displaystyle \beta '} tworzą razem kąt pełny. Zatem:
{\displaystyle \alpha '+\beta '=2\pi ,}
{\displaystyle 2\alpha +2\beta =2\pi ,}
{\displaystyle \alpha +\beta =\pi .}
Analogicznie postępujemy dla drugiej pary kątów.
Przypuśćmy przeciwnie, że na czworokącie {\displaystyle ABCD} nie można opisać okręgu. Środek okręgu opisanego na trójkącie {\displaystyle ABC} oznaczmy przez {\displaystyle O.} Wówczas albo: suma kątów {\displaystyle OAD} i {\displaystyle OCD} jest większa lub równa {\displaystyle \pi ,} albo przynajmniej jedna z półprostych otwartych {\displaystyle AD,} {\displaystyle CD} przecina łuk {\displaystyle AC} (bo jeden z kątów {\displaystyle OAD,} {\displaystyle OCD} jest mniejszy niż {\displaystyle {\frac {\pi }{2}}}).
W pierwszym przypadku ze względu na sumę kątów w czworokącie kąt {\displaystyle ADC} byłby mniejszy bądź równy {\displaystyle \pi -2\angle ABC} i suma jego i kąta {\displaystyle ABC} byłaby mniejsza niż {\displaystyle \pi .}
W drugim przypadku bez zmniejszenia ogólności można założyć, że półprosta {\displaystyle AD} przecina okrąg w punkcie {\displaystyle D'.} Ale wtedy z udowodnionej części twierdzenia zachodzi {\displaystyle \angle ABC+\angle AD'C=\pi } i jeśli założyć, że spełniony jest warunek {\displaystyle \angle ABC+\angle ADC=\pi ,} to będzie z niego wynikać równość kątów {\displaystyle ADC} i {\displaystyle AD'C.} Następnie ze współliniowości {\displaystyle A,} {\displaystyle D} i {\displaystyle D'} oraz twierdzenia Talesa równoległość {\displaystyle DC} i {\displaystyle D'C} sprzeczna z tym, że się przecinają.